# Thankful
Thankful – debiutancki album amerykańskiej piosenkarki Kelly Clarkson wydany 15 kwietnia 2003 roku w USA przez RCA Records. Początkowo krążek miał się ukazać w listopadzie 2002, jednak z powodu pewnych trudności jego premiera nastąpiła kilka miesięcy później. Według magazynu Sound Check album na całym świecie sprzedał się w nakładzie 4,5 miliona egzemplarzy w tym w 2 milionach w samych Stanach Zjednoczonych.

## Lista utworów
1. "The Trouble with Love Is" (Clarkson, Evan Rogers, Carl Sturken) – 3:42
2. "Miss Independent" (Christina Aguilera, Clarkson, Rhett Lawrence) – 3:35
3. "Low" (Jimmy Harry) – 3:29
4. "Some Kind of Miracle" (Diane Warren) – 3:39
5. "What's Up Lonely" (Rogers, Stephanie Saraco, Sturken) – 4:09
6. "Just Missed the Train" (Danielle Brisebois, Scott Cutler) – 4:11
7. "Beautiful Disaster" (Rebekah Jordan, Matthew Wilder) – 4:13
8. "You Thought Wrong" (featuring Tamyra Gray) (Clarkson, Babyface, Gray, Harvey Mason, Jr., Damon Thomas) – 3:51
9. "Thankful" (Clarkson, Edmonds, Mason, Thomas) – 3:02
10. "Anytime" (Louis Biancaniello, Sam Watters) – 4:07
11. "A Moment Like This" (Jorgen Elofsson, John Reid) – 3:49
12. "Before Your Love" (Gary Burr, Desmond Child, Cathy Dennis) – 4:00